# Хлебче
Хлебчето е малък, понякога сладък продукт на основата на хляб или руло (кръгло или продълговато, като франзела). Въпреки че се предлагат в много форми и размери, най-често те са с размер от ръчно месене или по-малки, с кръгъл връх и плоско дъно.
Хлебчето може да се отнася и за определени видове пълнени кнедли, като китайската baozi (кифличка с квас). Някои от тези видове кнедли могат да имат текстура, подобна на хляб.

## Съставки
Хлебчетата обикновено се правят от брашно, захар, мляко, мая и масло. Обикновените сладки видове съдържат малки плодове или ядки и могат да бъдат гарнирани с глазура или карамел или пълни със сладко или сметана (като кифли). Някои видове хлебчета се пълнят с различни меса или се използват за сервиране на месо (като хотдог или хамбургер).
Тестото на хлебчето обикновено е обогатено със захар и масло, и понякога яйца.

## Видове
Хлебчетата служат за голямо разнообразие от храни.
- Белгийски кифлички
- Cha siu bao, с пълнеж от свинско месо
- Напречен разрез, разкриващ кокосов пълнеж
- Хлебче с крем
- Кифлички с мед
- Mantou, вид хлебче приготвяно на пара
- Хлебче поръсено с ядки и стафиди
- Разполовено bánh bao разкрива съдържанието си
- Домашни кифлички с кръст
- Кифличка с риба тон